# Francesc Sampedro i Lluesma
Francesc Sampedro i Lluesma (Canet d'en Berenguer, 28 de gener de 1934 – 19 de gener de 2019) fou un futbolista valencià de les dècades de 1950 i 1960.

## Trajectòria
Després de jugar a l'equip de la seva localitat natal passà al CD Acero de Port de Sagunt i a continuació al Llevant UE. El 1955 fou fitxat pel FC Barcelona, que pagà 300.000 pessetes de traspàs, romanent al club fins al 1959. Guanyà una lliga, una Copa de Fires i dues Copes d'Espanya. La seva millor temporada fou la 1956-57 en la qual disputà la final de Copa enfront l'Espanyol i fou l'autor del gol de la victòria blaugrana. També participà en el partit inaugural del Camp Nou enfront de la selecció de Varsòvia, marcant el quart gol del Barça. El 1958 ingressà al CD Comtal, club filial del Barcelona. Un cop deixà el Barça el 1959 fou contractat pel Racing de Santander, on una lesió al genoll el deixà pràcticament en blanc. La següent temporada fou la figura de l'equip, assolint l'ascens a primera divisió. El 1962 fitxà pel RCD Mallorca on jugà tres temporades, i el 1965 pel Recreativo de Huelva. Retornà al Racing el 1967 on es retirà el 1969, amb 35 anys, establint la seva residència a Santander. Fou un cop internacional amb Catalunya i tres cops amb la selecció espanyola B.